# Église Saint-Léger du Quesnel
L'église Saint-Léger du Quesnel est située au Quesnel dans le département de la Somme, à l'est d'Amiens.

## Histoire
L'église du Quesnel actuelle est construite à l'initiative de la châtelaine du village, Elise Blin de Bourdon, dont la famille est alliée à la famille Le Fort du Quesnel depuis 1805. L'église remplace un édifice antérieur démoli pour cause de vétusté. Les travaux commencent en 1858 et prennent fin en 1862. L'architecte amiénois Victor Delefortrie en dresse les plans et assure la direction de la construction. La châtelaine en fait don à la commune, une fois l'édifice achevé
.

## Caractéristiques

### Extérieur

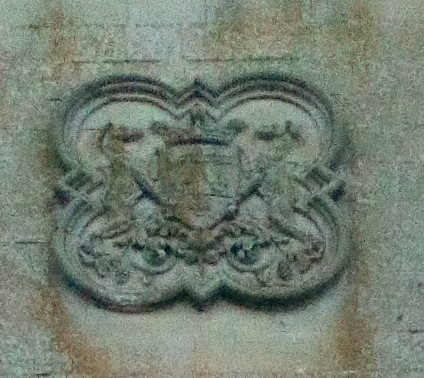

L’édifice construit en brique, de style néogothique est de proportions assez vastes pour une église rurale : 18 mètres de large, 17 de haut sous clef de voûte, 50 mètres de long hors œuvre. La tour-clocher mesure 30 mètres, elle est surmontée d'une flèche haute de 20 mètres. Les armoiries de la famille Blin de Bourdon ont été sculptées en pierre sur le clocher. Deux lévriers dressés sur leurs pattes arrière présentent un écusson surmonté d’une couronne avec un luxe de détails : les côtes de la cage thoracique sont apparentes, mais aussi le sexe des chiens, les muscles. Les babines et les oreilles sont finement sculptés.
Le plan de l'édifice suit le plan basilical traditionnel : une nef de sept travées avec bas-côtés mais sans transept et un chœur terminé en abside polygonale.

### Intérieur
La décoration intérieure ainsi que le mobilier sont l'œuvre des frères Duthoit. Le maître-autel en fonte et en bois polychrome est inspiré dans son décor d'Eugène Viollet-le-Duc. L’arcature des cinq arcs trilobés est rythmée par les six colonnettes à chapiteaux sculptés. Le tabernacle de la forme d'un donjon est orné à chaque coin d'une tourelle d’angle avec meurtrières et créneaux. Les colonnes du chœur sont ornées de 52 chapiteaux sculptés peints et dorés. Les statues de la Vierge, de saint Pierre et de saint Paul en bois peint et dorés, de 40 cm de haut sont des frères Duthoit.
Plusieurs œuvres conservées dans l'édifice sont protégées en tant que monuments historiques au titre d'objet :
- une statue de la Vierge à l'Enfant à l'oiseau et au raisin du XVIe siècle[2] ;
- un lutrin de la fin du XVIIIe siècle de Jean Veyren, classements par arrêté du 9 avril 1985[3].
- un buste-reliquaire et bras-reliquaire de saint Caprais du XVIe siècle[4] ;
- un tableau avec cadre en bois représentant sainte Véronique et le Christ XVIIIe siècle[5] ;
- un tableau représentant la Condamnation de saint Marius XVIIIe siècle[6] ;
- un tableau : Vierge de l'Assomption XVIIIe siècle[7] ;
- une statuette représentant sainte Catherine du XIXe siècle ;
- une statuette représentant saint Léger du début du XIXe siècle ;
- le maître-autel et ses quatre statuettes : saint Paul, saint Pierre, Vierge dite Notre-Dame auxiliatrice et une sainte non identifiée[8] ;
- l'autel du Sacré-Cœur, avec châsse et reliquaire (reliques de saint Marius translatées de Rome en 1848)[9] ;
- l'autel de la Sainte Vierge du XIXe siècle et sa statue de la Vierge à l'Enfant du XVIIIe siècle[10],
- la chaire à prêcher de style néo-gothique et les bancs du XIXe siècle[11],
- une toile représentant La Trinité et la Sainte Famille du XVIIe siècle, inscription par arrêté du 3 novembre 2003[12];

L'église possède un orgue de tribune construit par les Basiliens de l'abbaye de Valloires avant 1860. Il fut relevé par M. Sandford en 1885.
En 2021, une statue du Christ en bois, qui se trouvait autrefois dans le cimetière, a été restaurée par Marc Le Hello fut replacée dans le chœur.